# Katedrála Panny Marie Andělské
Katedrála Panny Marie Andělské (anglicky Cathedral of Our Lady of the Angels, zkráceně COLA) je římskokatolický chrám, který se nachází v centru amerického města Los Angeles a je hlavní katedrálou Arcidiecéze Los Angeles. Patrocinium po Panně Marii je dáno původním španělským pojmenováním města Los Angeles El Pueblo de Nuestra Señora la Reina de los Ángeles del Río de Porciúncula (Město Naší Paní Královny Andělů na Porciunkulské řece).
Vznikla jako náhrada katedrály svaté Bibiany z roku 1876, vážně poškozené při zemětřesení v Northridge 1994, podnět ke stavbě dal kardinál Roger Michael Mahony. Konkurs vyhrál projekt španělského postmodernisty Rafaela Monea, který vytvořil dekonstruktivistickou a brutalistickou budovu oplývající ostrými úhly, obloženou pískovcem v přírodní barvě, evokujícím tradiční architekturu amerického Jihozápadu, rozměrná okna jsou zhotovena z alabastru. Budova je navržena tak, aby vydržela zemětřesení až do magnituda 8.
Katedrála zabírá plochu 23 000 m², interiér pojme až tři tisíce věřících, hlavní loď je dlouhá 111 metrů. Samostatně stojí zvonice, vysoká 47 metrů. Stavba byla zahájena roku 1999 a první mše se v katedrále konala 2. září 2002. Nová katedrála vzbudila protesty jak pro netradiční architektonické pojetí, tak pro vysoké pořizovací náklady, které byly odhadnuty na téměř 200 milionů dolarů. Lidově se jí říká Taj Mahony – slovní hříčka s příjmením biskupa Mahonyho a indickým Tádž Mahálem jako symbolem megalomanie. S nevolí bylo přijato i rozhodnutí, aby byl nový chrám o stopu delší než newyorská katedrála svatého Patrika.
Uvnitř katedrály se nachází deset kaplí. V hlavní lodi jsou 18 metrů vysoké varhany s 88 rejstříky a více než šesti tisíci píšťalami a katedra arcibiskupa Josého Horacia Gómeze. V podzemí je umístěno mauzoleum, kde jsou uloženy ostatky mučednice svaté Bibiany, jsou zde také pohřbeni první biskup Los Angeles Thaddeus Amat y Brusi, herec Gregory Peck nebo sochař Robert Graham, autor výzdoby katedrály. Ke kostelu patří také kongresové centrum a podzemní garáže pro šest set vozů. Komplex je obklopen rozsáhlým náměstím, což architekt vysvětlil tím, že chtěl sakrální prostor fyzicky oddělit od pouličního ruchu.